# Vredesdichter
De titel Vredesdichter wordt jaarlijks toebedeeld aan een dichter op de zogeheten Nacht van de Vrede. De Nacht van de Vrede is een evenement ter gelegenheid van de nationale Vredesweek.
Aan de Nacht van de Vrede is een dichtcompetitie gekoppeld waarbij een deskundige jury en het publiek gezamenlijk uit een aantal kandidaten één dichter verkiezen tot Vredesdichter voor de periode van één jaar. De Vredesdichter is een initiatief van de NCRV, Vredesweek en IKV PAX Christi.
In 2008 stond de dichtcompetitie in het teken van de zogenaamde slampoëzie en is de titel Vredesdichter tijdelijk omgevormd tot Vredesslammer.

## Winnaars van afgelopen jaren
- 2008 - 2009: Eric van Hoof
- 2007 - 2008: Saskia van den Heuvel